# Laodika
Laodika lub Laodike (gr. Λαοδίκα, Laodíka; Λαοδίκη, Laodíkē od gr. λαός 'lud' i δίκη 'sprawiedliwość') – imię żeńskie.

## Mitologia grecka
- Laodika (córka Priama).
- Laodike, córka króla Cypru Kinyrasa, żona Elatosa króla Kyllene w Arkadii.
- Laodike, córka Agamemnona i Klitajmestry.
- Laodike, córka Arkadyjczyka Agapenora

## Macedońskie i hellenistyczne księżniczki
- Laodika, żona Antiocha, matka Seleukosa I Nikatora, założyciela i króla państwa Seleucydów.
- Laodika, córka Seleukosa I Nikatora i jego pierwszej żony Apamy.
- Laodika I (zm. po 242 p.n.e.), córka Achajosa Starszego, brata króla państwa Seleucydów Antiocha I Sotera, żona króla państwa Seleucydów Antiocha II Theosa, matka Seleukosa II Kallinikosa, Antiocha Hieraksa, Apamy, Stratoniki i Laodiki.
- Laodika II, bratanica poprzedniej, córka Andromacha, bratanka Antiocha I Sotera, żona króla państwa Seleucydów Seleukosa II Kallinikosa, matka Seleukosa III Sotera Keraunosa, Antiochis i Antiocha III Wielkiego.
- Laodika, córka Laodiki I i króla państwa Seleucydów Antiocha II Theosa, żona króla Pontu Mitrydatesa II, matka Mitrydatesa III, Laodiki III i Laodiki.
- Laodika III (ur. 244 p.n.e., zm.?), córka poprzedniej i króla Pontu Mitrydatesa II, żona króla państwa Seleucydów Antiocha III Wielkiego, matka Antiocha (zm. 193 p.n.e.), Seleukosa IV Filopatora, Laodiki IV, Antiocha IV Epifanesa, Ardysa, Antiochis i Kleopatry I.
- Laodika IV (zm. 170? p.n.e.), córka poprzedniej i króla państwa Seleucydów Antiocha III Wielkiego, siostra-małżonka Antiocha (zm. 193 p.n.e.), koregenta ojca (potomstwo: Nysa, żona króla Pontu Farnakesa I); siostra-małżonka króla państwa Seleucydów Seleukosa IV Filopatora (potomstwo: Antioch (zm. 170 p.n.e.), Demetriusz I Soter i Laodika V); siostra-małżonka króla państwa Seleucydów Antiocha IV Epifanesa Nikeforosa (potomstwo: Antioch V Eupator).
- Laodika V (zm. 150 p.n.e.), córka poprzedniej i Seleukosa IV Filopatora, żona króla Macedonii Perseusza (potomstwo: Aleksander i córka); siostra-małżonka króla państwa Seleucydów Demetriusza I Sotera (potomstwo: Antygon (zm. 150 p.n.e.), Demetriusz II Nikator i Antioch VII Sidetes).
- Laodika VI, córka króla państwa Seleucydów Antiocha IV Epifanesa i nieznanej żony?, żona króla Pontu Mitrydatesa V Euergetesa (potomstwo: Laodika, Mitrydates VI Eupator, Mitrydates Chrestos (zm. po 115 p.n.e.), Laodika (zm. po 97 p.n.e.), Roksana i Statejra).
- Laodika, córka poprzedniej i króla Pontu Mitrydatesa V Euergetesa, siostra-małżonka króla Pontu Mitrydatesa VI Eupatora Dionizosa.
- Laodika (zm. po 97 p.n.e.), siostra poprzedniej, żona króla Kapadocji Ariaratesa VI Epifanesa Filopatora (potomstwo: Ariarates VII Filometor, Ariarates VIII Epifanes i Nysa), potem króla Bitynii Nikomedesa III Euergetesa.
- Laodika, córka króla Pontu Mitrydatesa II, żona pretendenta do tronu państwa Seleucydów Achajosa, brata Laodiki II.
- Laodika Thea Filadelf, córka króla państwa Seleucydów Antiocha VIII Gryposa i Kleopatry Tryfeny, żona króla Kommageny Mitrydatesa I Kallinikosa, matka Antiocha I Theosa Dikajosa Epifanesa Filoromajosa Filhellena.
- Laodika, córka króla państwa Seleucydów Demetriusza II Nikatora i królowej Kleopatry I Thei Eueterii, żona króla Partii Fraatesa II.
- Laodika, córka króla Kommageny Antiocha I Theosa Dikajosa Epifanesa Filoromajosa Filhellena i królowej Isias Filostorgos, żona króla Partii Orodesa II.
- Laodika Starsza, córka króla państwa Seleucydów Antiocha VII Sidetesa i królowej Kleopatry I Thei Eueterii.
- Laodika Młodsza, siostra poprzedniej.

## Muzyka
- Laodika, opera Tomaso Albinoni (1724).